# Bonneil
Bonneil és un municipi francès situat al departament de l'Aisne i a la regió dels Alts de França. L'any 2007 tenia 407 habitants.

## Demografia

### Població
El 2007 la població de fet de Bonneil era de 407 persones. Hi havia 152 famílies de les quals 32 eren unipersonals (24 homes vivint sols i 8 dones vivint soles), 52 parelles sense fills, 60 parelles amb fills i 8 famílies monoparentals amb fills.
La població ha evolucionat segons el següent gràfic:
Habitants censats

### Habitatges
El 2007 hi havia 179 habitatges, 149 eren l'habitatge principal de la família, 13 eren segones residències i 17 estaven desocupats. 170 eren cases i 8 eren apartaments. Dels 149 habitatges principals, 128 estaven ocupats pels seus propietaris, 17 estaven llogats i ocupats pels llogaters i 4 estaven cedits a títol gratuït; 1 tenia una cambra, 3 en tenien dues, 19 en tenien tres, 38 en tenien quatre i 88 en tenien cinc o més. 114 habitatges disposaven pel capbaix d'una plaça de pàrquing. A 62 habitatges hi havia un automòbil i a 76 n'hi havia dos o més.

### Piràmide de població
La piràmide de població per edats i sexe el 2009 era:
| Homes | Edats   | Dones |
| ----- | ------- | ----- |
| 0     | 95 o +  | 0     |
| 0     | 90 a 94 | 0     |
| 0     | 85 a 89 | 12    |
| 4     | 80 a 84 | 0     |
| 20    | 75 a 79 | 8     |
| 4     | 70 a 74 | 4     |
| 8     | 65 a 69 | 8     |
| 4     | 60 a 64 | 8     |
| 0     | 55 a 59 | 4     |
| 0     | 50 a 54 | 8     |
| 12    | 45 a 49 | 4     |
| 28    | 40 a 44 | 8     |
| 20    | 35 a 39 | 24    |
| 28    | 30 a 34 | 16    |
| 0     | 25 a 29 | 16    |
| 4     | 20 a 24 | 4     |
| 4     | 15 a 19 | 8     |
| 16    | 10 a 14 | 8     |
| 24    | 5 a 9   | 24    |
| 32    | 0 a 4   | 16    |

## Economia
El 2007 la població en edat de treballar era de 252 persones, 192 eren actives i 60 eren inactives. De les 192 persones actives 182 estaven ocupades (105 homes i 77 dones) i 10 estaven aturades (4 homes i 6 dones). De les 60 persones inactives 19 estaven jubilades, 19 estaven estudiant i 22 estaven classificades com a «altres inactius».

### Ingressos
El 2009 a Bonneil hi havia 145 unitats fiscals que integraven 394 persones, la mediana anual d'ingressos fiscals per persona era de 20.586 €.

### Activitats econòmiques
Dels 9 establiments que hi havia el 2007, 2 eren d'empreses alimentàries, 1 d'una empresa de fabricació d'altres productes industrials, 2 d'empreses de construcció, 2 d'empreses immobiliàries i 2 d'empreses de serveis.
Dels 2 establiments de servei als particulars que hi havia el 2009, 1 era una lampisteria i 1 empresa de construcció.
L'any 2000 a Bonneil hi havia 29 explotacions agrícoles que ocupaven un total de 325 hectàrees.

## Poblacions més properes
El següent diagrama mostra les poblacions més properes.